# Gazeta de Caracas
La Gazeta de Caracas (en français La Gazette de Caracas) est le premier journal imprimé au Venezuela. Son premier numéro a été publié le 24 octobre 1808. En 1814, elle a changé son nom en Gaceta de Caracas (Gazette de Caracas). Elle a paru, avec des interruptions, jusqu'en janvier 1822.
Le journal était imprimé par les Britanniques Matthew Gallagher et James Lamb, qui avaient fait venir une presse à imprimer de Trinidad. Ils ont été les premiers typographes du Venezuela. 
La Gazeta publiait des nouvelles et des idées favorables au gouvernement en place, ce qui lui a imposé des changements éditoriaux rapides au moment de la Guerre d'indépendance, à partir de 1810 : ses sympathies ont alterné entre les royalistes et les républicains, ce qui a nui dans une certaine mesure à sa crédibilité.
Elle a eu presque constamment pour directeur l'écrivain Andrés Bello, jusqu'à son changement de nom en 1814.

## Source
- (en) « Papel de la prensa en la Historia de Venezuela (1808 - 1900) » (consulté le 3 décembre 2015)

- (en) Cet article est partiellement ou en totalité issu de l’article de Wikipédia en anglais intitulé « Gazeta de Caracas » (voir la liste des auteurs).